# Vöröstorkú légykapó
A vöröstorkú légykapó (Ficedula rufigula) a madarak osztályának verébalakúak (Passeriformes) rendjéhez és a  légykapófélék (Muscicapidae) családjához tartozó faj.

## Rendszerezése
A fajt Alfred Russel Wallace brit természettudós írta le 1865-ben, a Cyornis nembe Cyornis rufigula néven.

## Előfordulása
Indonéziához tartozó Celebesz szigetén honos. Természetes élőhelyei a szubtrópusi vagy trópusi síkvidéki esőerdők. Állandó, nem vonuló faj.

## Megjelenése
Testhossza 12 centiméter.

## Természetvédelmi helyzete
Az elterjedési területe még elég nagy, de csökken, egyedszáma is csökken. A Természetvédelmi Világszövetség Vörös listáján mérsékelten fenyegetett fajként szerepel.